# Multi 7
Multi 7 est un opérateur de multiplex français, autorisé par l'Autorité de régulation de la communication audiovisuelle et numérique (Arcom) à utiliser une ressource radioélectrique pour diffuser plusieurs chaînes de télévision locales sur la TNT en région parisienne.

## Historique
Le CSA a fixé au 20 mars 2008 le début de la diffusion des chaînes. À partir de cette date, ce sont sept chaînes qui commencent à émettre sur le Multi 7 : Cinaps TV, BDM TV, Demain IDF !, et Télé Bocal en temps partagé sur le canal 21, IDF1 sur le canal 22, NRJ Paris sur le canal 23 et Cap 24 sur le canal 24.
En juin 2010, Cap 24 est rachetée par NextRadioTV. À la mi-octobre 2010, à la suite de difficultés financières, la chaîne Cap 24 cesse d'émettre et est remplacée par la nouvelle chaîne BFM Business Paris à partir du 22 novembre 2010.
Depuis le 12 décembre 2012, les chaînes de télévision locales ont changé de numérotations, passant des numéros 21 à 24 aux numéros 31 à 34.
En raison du non-respect de l'obligation de diffuser des programmes locaux et de difficultés financières, la chaîne NRJ Paris doit restituer sa fréquence TNT et cesse d'émettre le 30 juin 2014 à 23 h 59.
Le 16 juillet 2014, le CSA lance alors un appel à candidature pour réutiliser la fréquence libérée : soit pour une nouvelle chaîne sur le canal 33, soit pour le passage en HD d'une des autres chaînes locales du multiplex.
La chaîne publique France 24 est finalement sélectionnée et commence à émettre sur le canal 33 de la TNT en région parisienne à partir du 23 septembre 2014.
Le 5 avril 2016, BFM Business Paris est transférée du canal 34 au canal 30 à l'occasion de son passage sur le multiplex R1. Ce passage a été retardé du fait de négociations difficiles entre la chaîne et l'exploitant du multiplex, le dépôt des dossiers des candidats était initialement prévu le 4 novembre 2014 mais fut repoussé au 30 janvier 2015.
Le projet Télif est choisi par le CSA d'après la décision du 24 juin 2015, à la suite de l'appel à candidature du 16 juillet 2014. Sa diffusion devait être effective dès son conventionnement avec le CSA et aurait dû émettre dès le 4 avril 2016. Mais fin décembre 2015, le CSA s'est rétracté en considérant que le projet de Télif manquait de financements et a rouvert les compétitions aux treize concurrents précédents. Le principal projet concurrent est IFTV Service des groupes Le Figaro (à 49 %) et Secom (à 51 %),.
Après suite de rebondissement, dans un communiqué du CSA du jeudi 12 janvier 2017, Télif est finalement retenue, avec une autorisation de diffusion à partir 1er février 2017. Le 15 septembre 2017, la chaîne change de nom pour devenir ViàGrandParis. Le 29 septembre 2017, celle-ci arrive sur le canal 34.
En 2017, le CSA renouvelle l'autorisation de trois chaînes se partageant le canal 31 (Demain ! IDF, Télé Bocal, BDM TV). La chaîne Cinaps TV n'ayant pas donné suite aux demandes de renouvellement de son autorisation d'émettre, en raison d'un manque de moyens financiers, son autorisation est abrogée à compter du 20 mars 2018.
Le 8 février 2018, le CSA sélectionne le projet Nocturne 31 (N31) pour le créneau de 2 h à 9 h sur le canal 31. Mais trois ans plus tard, en février 2021, la chaîne n'a toujours pas commencé la diffusion de ses programmes. En conséquence, l'autorisation est rendue caduque par le CSA.
Fin avril 2018, le CSA met en demeure la chaîne BDM TV pour non diffusion de programmes depuis au moins août 2017.
France 24 rend sa fréquence le 31 mars 2021, laissant vacant le canal 33.
La chaîne TV Pitchoun Paris Île-de-France reçoit l'autorisation d'émettre sur le canal 31 le 17 novembre 2021, et commence à diffuser ses programmes le 23 novembre 2021 à 6 h.
Le 12 octobre 2022, à la demande de la SAS Demain Saison 2, l'Arcom abroge l'autorisation de cette dernière à utiliser une ressource radioélectrique pour la diffusion de Demain ! IDF sur la TNT en région parisienne. La chaîne cesse d'émettre sur le canal 31 le 30 novembre 2022.
Le 15 mars 2023, l'Arcom délivre plusieurs autorisations. Concernant le canal 31, TV Pitchoun Paris Île-de-France est autorisée à émettre sur le créneau 9 h - 21 h, en plus du créneau 6 h - 9 h déjà attribué à la chaîne ; Télé Bocal obtient quant à elle le nouveau créneau 21 h - minuit ; et la nouvelle chaîne Night TV est autorisée à émettre sur le créneau minuit - 1 h. Concernant le canal 32, IDF1 est autorisée à devenir 20 Minutes TV Île-de-France et Museum TV Paris est autorisée à devenir Le Figaro TV Île-de-France sur le canal 34.
Les chaînes TV Pitchoun Paris Île-de-France et Télé Bocal adoptent leurs nouvelles plages de diffusion le 3 octobre 2023 et la nouvelle chaîne Night TV commence à émettre ses programmes le 6 octobre 2023 à minuit. Le 7 octobre 2023, la chaîne TV Pitchoun Paris Île-de-France abandonne finalement sa diffusion sur le créneau 9 h - 21 h que l'Arcom lui avait attribué au mois mars dernier et conserve sa plage de diffusion initiale (6 h - 9 h).
La chaîne TV Pitchoun Paris Île-de-France cesse d'émettre le 1er avril 2025.

## Composition
Au 1er avril 2025, les chaînes locales occupant le Multi 7 sont :
- Canal 31 (en HD depuis le 15 mars 2018), occupé par 2 chaînes :
  - Télé Bocal (depuis le 20 mars 2008)
  - Night TV (depuis le 6 octobre 2023)
- Canal 32 (en HD depuis le 15 février 2018) :
  - 20 Minutes TV IDF (depuis le 30 mai 2023)
- Canal 33 (en HD depuis le 15 février 2018) :
  - Canal vacant depuis le 1er avril 2021
- Canal 34 (en HD depuis le 15 mars 2018) :
  - Le Figaro TV IDF (depuis le 17 avril 2023)

## Anciennes chaînes
- Canal 31
  - BDM TV du 20 mars 2008 à août 2017 (arrêt de la chaîne) ;
  - Cinaps TV du 20 mars 2008 au 20 mars 2018 (arrêt de la chaîne) ;
  - Demain ! IDF du 20 mars 2008 au 30 novembre 2022 (retrait de la chaîne).
  - TV Pitchoun Paris IDF du 23 novembre 2021 au 31 mars 2025

- Canal 32
  - IDF1 du 20 mars 2008 au 26 mai 2023 (remplacée par 20 Minutes TV IDF).
- Canal 33
  - NRJ Paris du 20 mars 2008 au 30 juin 2014 (arrêt de la chaîne) ;
  - France 24 du 23 septembre 2014 au 31 mars 2021 (retrait de la chaîne).
- Canal 34
  - Cap 24 du 20 mars 2008 au 12 octobre 2010 (remplacée par BFM Business Paris) ;
  - BFM Business Paris du 22 novembre 2010 au 5 avril 2016 (passage sur le multiplex R1) ;
  - ViàGrandParis du 29 septembre 2017 au 20 mars 2021 (remplacée par Museum TV Paris) ;
  - Museum TV Paris du 3 juillet 2021 au 31 mars 2023 (remplacée par Le Figaro TV IDF).